# Marcin Ciura
Marcin Ciura – polski informatyk, tłumacz literatury francuskojęzycznej i angielskojęzycznej.
Doktor nauk technicznych w zakresie informatyki. Eksperymentalnie wyznaczył najlepszy znany ciąg odstępów w sortowaniu Shella.
Laureat Nagrody „Literatury na Świecie” za rok 2018 w kategorii Poezja za przekład Kwiatów zła Charlesa Baudelaira. Przełożył również m.in. poemat Sejm ptasi Geoffreya Chaucera oraz wiersz Kruk Edgara Allana Poe.